# Mačapučara
Mačapučara (nepalsko माछापुच्छ्रे, kar pomeni 'ribiji rep'), tamu: कतासुँ क्लिको) je gora v masivu Anapurne, na severu osrednjega dela Nepala. Za plezalce ni dosegljiv, da bi ohranili njegovo obliko in lepoto.

## Lega
Mačapučara je na koncu dolgega grebena, ki prihaja južno od glavne hrbtenice Anapurne, ki tvori vzhodno mejo Anapurnskega svetišča. Svetišče je priljubljena treking destinacija in lokacija baznih taborov za južno steno Anapurne in za številne druge nižje cilje. Vrh je približno 25 km severno od Pokhare, glavnega mesta regije.

## Značilnosti
Zaradi svojega južnega položaja v masivu in posebej nizkega terena, ki leži južno od Anapurne, Mačapučara kaže ogromen vertikalni relief v kratki vodoravni razdalji. To, skupaj z njegovim strmim, poudarjenim profilom, še posebej odlikuje, kljub manjši nadmorski višini kot nekateri njegovi sosedje. Njegov dvojni vrh spominja na ribji rep, zato v nepalskem jeziku ime pomeni 'ribji rep'. Prav tako ima vzdevek Nepalski Matterhorn.

## Zgodovina osvajanj
Mačapučara še nikoli ni bila osvojena. Edini poskus je leta 1957 izvedla britanska ekipa pod vodstvom podpolkovnika Jimmyja Robertsa. Plezalca Wilfrid Noyce in A. D. M. Cox sta se povzpela na 150 metrov od vrha preko severnega grebena, na približno 6947 m nadmorske višine. Nista dokončala vzpona, saj sta obljubila, da ne bosta stopila na sam vrh. Od takrat je bila gora razglašena za sveto in je zdaj zaprta za plezalce.

## Galerija
- Zvezde nad Mačapučaro
- Pogled na pot mardi z Mount Fishtail v ozadju
- Pogled iz Kimronga
- Na poti v Chomrong
- Mačapučara iz baznega tabora
- Nad Čomrongom
- Pogled iz Anapurnskega svetišča